# استان کارابایا
استان کارابایا (به اسپانیایی: Provincia de Carabaya) یک استان در پرو است که در منطقه پونو واقع شده‌است. استان کارابایا ۱۲٬۲۶۶٫۴ کیلومتر مربع مساحت و ۶۶٬۳۱۶ نفر جمعیت دارد و ۴٬۳۱۵ متر بالاتر از سطح دریا واقع شده‌است.